# Jan Nepomucen Walewski
Jan Nepomucen Walewski herbu Kolumna (zm. 1791)– chorąży większy sieradzki w latach 1784–1791, chorąży szadkowski w latach 1764–1784, poseł województwa sieradzkiego na Sejm Czaplica 1766 roku. Dziedzic dóbr Charłupia Wielka.